# Будда Шакьямуни
Сиддха́ртха Гаута́ма (дословно с санскрита «потомок Готамы, тот, кто достиг своей цели»), позже стал известен как Бу́дда Ша́кьямуни (санскр. गौतमबुद्धः सिद्धार्थ शाक्यमुनि; дословно «Пробуждённый из рода Шакья») или просто Бу́дда — духовный учитель, который жил в Южной Азии в VI или V веке до н. э., основатель и центральная фигура буддизма.
Согласно буддийским легендам, он родился в Лумбини (современный Непал) в королевской семье клана Шакья, но отказался от мирской жизни, чтобы стать странствующим аскетом. После жизни в нищенстве, аскетизме и медитации он достиг нирваны в Бодх-Гае на территории современной Индии. Затем Будда странствовал по нижней части Индо-Гангской равнины, обучая и создавая монашеский орден. Буддийская традиция гласит, что он умер в Кушинагаре и достиг паринирваны («окончательного освобождения от обусловленного существования»).
Согласно буддийской традиции, Будда учил Срединному пути между чувственными удовольствиями и суровым аскетизмом, ведущему к освобождению от невежества, желаний, перерождений и страданий. Его основные учения изложены в Четырёх Благородных Истинах и Восьмеричном пути, которые направлены на развитие качеств ума и состояния сознания, включая этическое воспитание, доброту к другим и медитативные практики, такие как контроль над чувствами, осознанность и дхьяна (собственно медитация). Другой ключевой элемент его учения — концепции пяти скандх и взаимозависимого происхождения, описывающие, как все дхармы (как ментальные состояния, так и материальные «вещи») возникают и исчезают в зависимости от других дхарм, не обладая самостоятельным существованием (свабхавой).
Рассказы о его жизни, его изречения, диалоги с учениками и монастырские заветы были обобщены его последователями после его смерти и легли в основу канонических собраний буддийских текстов, прежде всего палийской «Типитаки». Эти тексты передавались на среднеиндоиранских диалектах через устную традицию. Последующие поколения дополнили эти тексты трактатами, известными как Абхидхарма, биографией Будды, сборниками историй о его прошлых жизнях, известными как Джатаки, и дополнительными беседами, например, махаянскими сутрами.
Буддизм распространился за пределы Индийского субконтинента, развившись в различные традиции и практики, представленные Тхеравадой и Махаяной. Хотя буддизм пришёл в упадок в Индии и в основном исчез после VIII века н. э. из-за недостатка народной и экономической поддержки, он стал более заметным в странах Юго-Восточной и Восточной Азии.
Будда почитается также в других дхармических религиях, включая индуизм и поздний Бон, а также в учениях Нью-эйдж. В Средние века, согласно поздним индийским Пуранам (например, Бхагавата-пуране), Будда был включён в число аватар Вишну. Его наследие отражено не только в религиозных институтах, но и в искусстве и иконографии, от символических образов до конкретных изображений в разнообразных культурных стилях.

## Этимология, имена и титулы

### Сиддхартха Гаутама и Будда Шакьямуни
Согласно Дональду Лопесу-младшему, «… в Китае, Корее, Японии и Тибете его обычно называли Буддой или Шакьямуни, а в Шри-Ланке и Юго-Восточной Азии — Готамой Буддой или Саманой Готамой („аскетичный Готама“)».
Будда, «Пробуждённый» или «Просветлённый», является мужской формой слова будх (बुध्), которое означает «пробудиться, быть бдительным, наблюдать, внимать, учиться, осознавать, знать, снова быть сознательным». Оно также переводится как «пробудиться», «раскрыться (как цветок)» и означает «тот, кто пробудился от глубокого сна невежества и открыл своё сознание, чтобы охватить все объекты знания». Это не личное имя, а титул тех, кто достиг бодхи (пробуждения, просветления). Буддхи, сила «формировать и сохранять концепции, рассуждать, различать, понимать», — это способность, которая различает истину (сатья) от лжи.
Имя его рода было Гаутама (санскр. गौतम, на пали — Готама). Его данное имя «Сиддхартха» (санскр. सिद्धार्थ; на пали — «Сиддхаттха»; на тибетском — «Дон груб»; на китайском — «Сидадто/Сидадуо»; на японском — «Шиддатта/Шиттатта»; на корейском — «Сильтальта») означает «тот, кто достиг своей цели»  или «тот, чьи цели выполнены». Родовое имя Гаутама означает «потомок Готамы», где «Готама» означает «тот, кто обладает наибольшим светом» и происходит от того, что кшатрийские роды принимали имена своих родовых жрецов.
Хотя термин «Будда» встречается в Агамах и Палийском каноне, самые древние сохранившиеся письменные упоминания термина «Будда» относятся к середине III века до н. э., когда несколько эдиктов Ашоки (правил ок. 269—232 гг. до н. э.) упоминают Будду и буддизм. Надпись на коллоне в Лумбини, сделанная Ашокой, отмечает паломничество императора в Лумбини как место рождения Будды, называя его Буддой Шакьямуни (буквы брахми: 𑀩𑀼𑀥 𑀲𑀓𑁆𑀬𑀫𑀼𑀦𑀻, «Будда, Мудрец Шакьев»).
Шакьямуни (Śākyamuni, Sakyamuni или Shakyamuni, санскрит: शाक्यमुनि) означает «Мудрец Шакьев».

### Татхагата
Татхагата (на пали: [tɐˈtʰaːɡɐtɐ]) — термин, который Будда часто использовал, когда говорил о себе или других Буддах в Палийском каноне. Точное значение термина неизвестно, но часто его считают обозначающим либо «тот, кто так ушёл» (татха-гата), либо «тот, кто так пришёл» (татха-агата), или иногда «тот, кто так не ушёл» (татха-агата). Это интерпретируется как указание на то, что Татхагата находится за пределами всех приходов и уходов — за пределами всех преходящих явлений. Татхагата «неизмерим», «непостижим», «трудно познаваем» и «не уловим»

### Другие эпитеты
Список других эпитетов часто встречается вместе в канонических текстах и описывает некоторые из его совершенных качеств:
- Бхагавато (Бхагаван) — Благословенный, один из наиболее часто используемых эпитетов наряду с татхагатой[29].
- Саммасамбуддхо — Совершенно самопробужденный.
- Виджьячарана-сампано — Наделён высшим знанием и идеальным поведением.
- Сугата — Тот, кто достиг блаженства или хорошо говорит.
- Локавиду — Знающий множество миров.
- Ануттаро Пуриса-дамма-сарати — Непревзойдённый наставник ненаставленных людей.
- Саттхадева-Мануссанам — Учитель богов и людей.
- Арахам — Достойный почитания. Арахант — «тот, кто разрушил пороки, кто жил святым образом жизни, сделал то, что должен был сделать, сбросил бремя, достиг истинной цели, разрушил узы существования и полностью освобождён через окончательное знание».
- Джина — Победитель. Хотя термин чаще используется для обозначения человека, достигшего освобождения в джайнизме, он также является альтернативным титулом для Будды[30].

Палийский канон также содержит множество других титулов и эпитетов Будды, включая: Всеведущий, Превосходящий мудрец, Бык среди людей, Вождь каравана, Прогоняющий тьму, Око, Главный среди колесничих, Первый среди тех, кто пересекает, Царь Дхармы (Дхармараджа), Родственник Солнца, Помощник мира (Локанатха), Лев (Сиха), Господь Дхаммы, Обладающий превосходной мудростью (Варапанья), Сияющий, Факелоносец человечества, Непревзойдённый врач и хирург, Победитель в битве и Обладатель силы. Ещё один эпитет, встречающийся на надписях по всей Южной и Юго-Восточной Азии, — Маха шрамана, «великий шраман» (аскет, отрёкшийся).

## Биография
Современной науке не хватает материала для научной реконструкции достоверной биографии Будды. Поэтому мы, как правило, обращаемся к традиционным источникам, таким как сутты (сутры), записанные на языке пали, в которых содержатся отрывки из жизнеописания Будды. Также используются более поздние санскритские тексты, такие как «Буддачарита» («Жизнь Будды») Ашвагхоши, «Лалитавистара» и другие.
Однако следует учитывать, что первые записанные тексты, относящиеся к Будде, его биографии и проповеди, появились лишь через четыре сотни лет после его смерти. К этому времени в рассказы о нём были внесены изменения самими монахами, в частности для гиперболизации фигуры Будды.
Как правило, труды древних индийцев не освещали хронологические моменты, сосредотачиваясь в основном на философских аспектах. Это хорошо отражено в буддийских текстах, где описание мыслей Будды Шакьямуни преобладает над описанием времени, в которое всё происходило, а также эпизодов биографии основателя буддизма.

### Предшествующие жизни
Путь будущего Будды Шакьямуни к Пробуждению начался за сотни и сотни жизней до его полного выхода из «колеса чередования жизней и смертей». Согласно описанию в махаянском сочинении «Лалитавистара», богатый и учёный брахман Сумедха встретился с Буддой Дипанкарой («Дипанкара» значит «Зажигающий светильник», санскр.). Сумедха был поражён безмятежностью Будды и дал себе слово достичь такого же состояния. Поэтому его стали называть «бодхисаттвой» («Тот, чья суть пробуждение»).
После смерти Сумедхи сила его стремления к пробуждению обуславливала его рождения в разных телах как людей, так и животных. Во время этих жизней бодхисаттва совершенствовал мудрость и милосердие. В предпоследний раз он родился среди дэвов (богов), где мог выбрать благоприятное место для своего последнего рождения на земле. И он выбрал семью почтенного царя шакьев, чтобы люди относились с бо́льшим доверием к его будущим проповедям.

### Зачатие и рождение

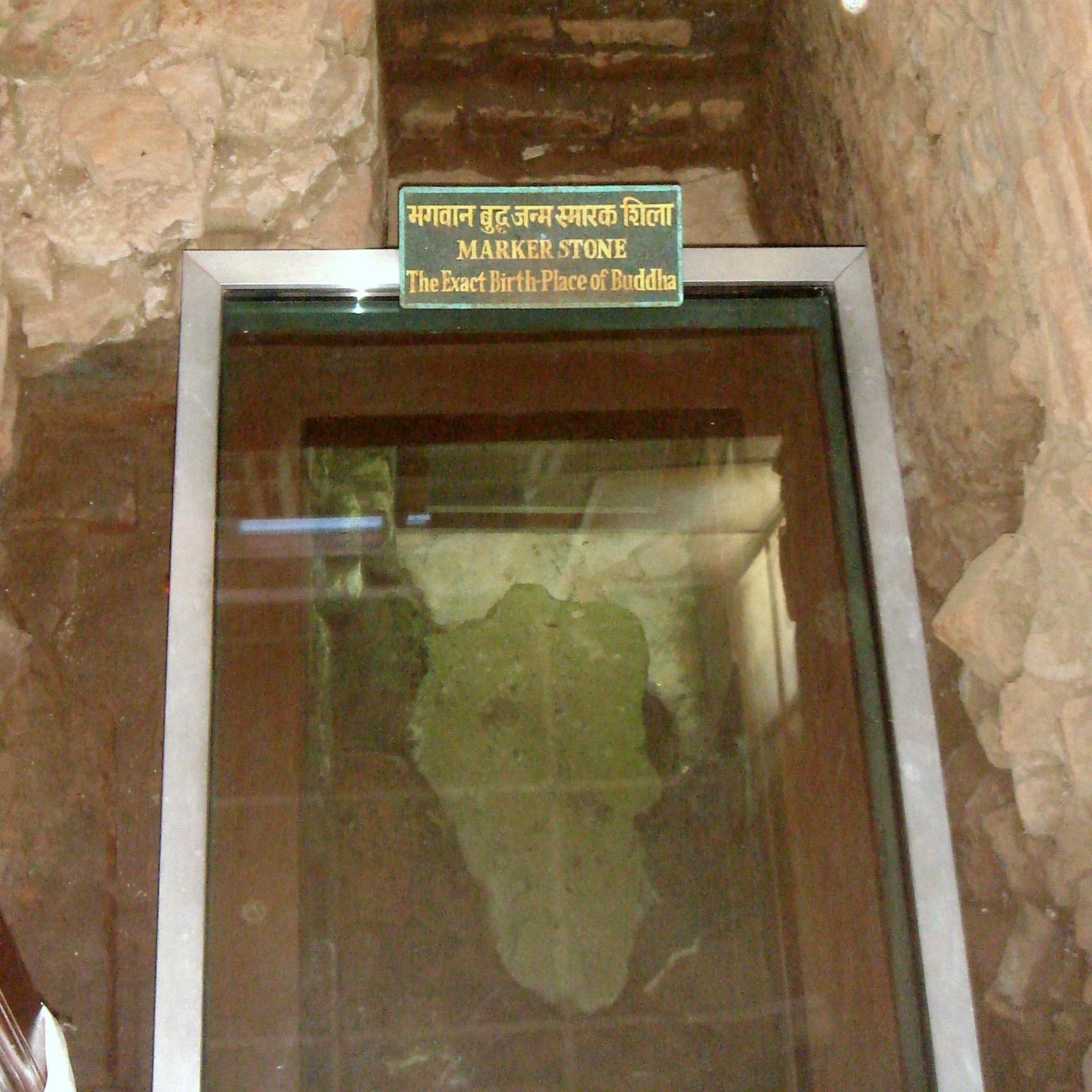
Точное место рождения Гаутамы Будды в Лумбини.

Согласно традиционной биографии, отцом будущего Будды был Шуддходана, раджа одного из маленьких индийских княжеств, глава племени шакьев со столицей Капилаваттху (Капилавасту). Гаутама — его готра, аналог современной фамилии.
Хотя буддийская традиция и называет его «раджой», по данным некоторых источников, правление в стране шакьев строилось по республиканскому типу. Поэтому, скорее всего, он был членом правящего собрания кшатриев (сабхи), состоявшего из представителей воинской аристократии.
Мать Сиддхартхи, царица Махамайя, жена Шуддходаны, была принцессой из царства колиев. В ночь зачатия Сиддхартхи царице приснилось, что через её правый бок в её чрево вошёл белый слон с шестью белыми бивнями и он нёс цветок лотоса.
По давней традиции шакьев, Махамайя для родов направилась в дом своих родителей. Однако она родила по дороге, в роще Лумбини (Руммини) (современный Непал, в 20 км от границы с Индией), под деревом ашока. Эндрю Скилтон отмечал, что «Будда отрицал, что является просто человеком или богом»[уточнить]
День рождения Сиддхартхи Гаутамы (который также является днём его Пробуждения и днём его окончательного ухода из мира, Париниббаны), майское полнолуние, широко празднуется в буддийских странах (Весак), а в Лумбини с недавних пор построили свои храмы-представительства страны СААРК (Ассоциация регионального сотрудничества Южной Азии) и Япония. На месте рождения воздвигнут храм, в котором доступны для обозрения раскопки места рождения Сиддхартхи — фундамента и фрагмента стен паркового павильона. Рядом с храмом находится пруд, в котором Махамайя омыла новорождённого.

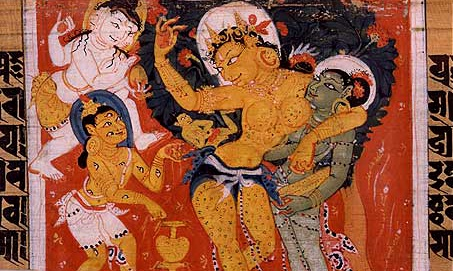
Царица Маха Майя, чудесно родившая принца Сиддхартху. Санскритский манускрипт. Наланда, Бихар, Индия. Период Палов

Большинство источников (Буддачарита, гл. 2, Типитака, Лалитавистара, гл. 3 и др.) утверждает, что Махамайя умерла через несколько дней после родов.
Приглашённый благословить младенца отшельник-провидец Асита, живший в горной обители, обнаружил на его теле 32 признака великого человека. На их основании он заявил, что младенец станет либо великим царём (чакравартином, букв. — «Вращающим колесо», санскр.), либо великим святым Буддой.
Шуддходана провёл церемонию именования ребёнка на пятый день от его рождения, назвав его Сиддхартха, что означает «Тот, кто добился своей цели». Были приглашены восемь учёных брахманов для предсказания будущего ребёнка. Они также подтвердили двойственное будущее Сиддхартхи.

### Ранняя жизнь и брак
Сиддхартха был воспитан младшей сестрой своей матери, Маха Праджапати. Желая, чтобы Сиддхартха стал великим царём, его отец всячески ограждал сына от религиозных учений или знаний о человеческих страданиях. Для мальчика было специально построено три дворца[уточнить]. В своём развитии он обгонял всех своих сверстников в науках и спорте, но проявлял склонность к размышлениям.
Как только сыну исполнилось 16 лет, его отец организовал свадьбу с принцессой Яшодхарой, кузиной, которой также исполнилось 16. Через несколько лет она родила ему сына Рахулу. Сиддхартха провёл 29 лет своей жизни как принц Капилавасту. Хотя отец и давал сыну всё, что только ему может потребоваться в жизни, Сиддхартха чувствовал, что материальные блага — не конечная цель жизни[уточнить].
Однажды, на тридцатом году своей жизни, Сиддхартха в сопровождении колесничего Чанны выбрался за пределы дворца. Там он впервые увидел «четыре зрелища», изменившие всю его последующую жизнь: нищего старика, больного человека, разлагающийся труп и отшельника. Гаутама тогда осознал суровую реальность жизни — что болезни, мучения, старение и смерть неизбежны, и ни богатства, ни знатность не могут защитить от них, и что путь самопознания — единственный путь для постижения причин страданий. Это подвигло Гаутаму на тридцатом году жизни оставить свой дом, семью и имущество и отправиться на поиски пути для избавления от страданий.

### Отстранение и аскетический образ жизни
Сиддхартха покинул свой дворец в сопровождении своего слуги Чанны. В легенде говорится, что «стук копыт его лошади был приглушён богами»[уточнить], чтобы его отъезд остался в тайне. Выехав за город, царевич переоделся в простую одежду, поменявшись одеждами с первым встречным нищим, и отпустил слугу. Это событие называют «Великим Отправлением».
Сиддхартха начал свою аскетическую жизнь в Раджагриху, где он просил милостыню на улице. После того как о его путешествии узнал царь Бимбисара, он предложил Сиддхартхе трон. Сиддхартха отказался от предложения, но пообещал посетить царство Магадха сразу после того, как достигнет просветления.
Сиддхартха покинул Раджагаху и стал учиться йогической медитации у двух брахманов-отшельников. После того как он освоил учения Алары (Арады) Каламы, сам Калама попросил Сиддхартху присоединиться к нему, но Сиддхартха ушёл от него через некоторое время. Потом Сиддхартха стал учеником Уддаки Рамапутты (Удраки Рамапутры), но после достижения высшего уровня медитативного сосредоточения он также покинул учителя[уточнить].
Затем Сиддхартха направился в юго-восточную Индию. Там он вместе с пятью спутниками под предводительством Каундиньи (Конданны) пытался достичь просветления через суровую аскезу и умерщвление плоти. Через 6 лет, на грани смерти, он обнаружил, что суровые аскетические методы не приводят к большему пониманию, а просто затуманивают ум и изнуряют тело. После этого Сиддхартха начал пересматривать свой путь. Он вспомнил момент из детства, когда во время праздника начала пахоты он испытал погружение в состояние умственного сосредоточения, которое было для него блаженным и освежающим, в состояние дхьяны.

### Пробуждение (просветление)

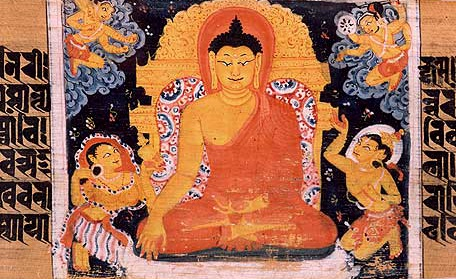
Медитирующий Будда в окружении демонов Мары. Санскритский манускрипт. Наланда, Бихар, Индия. Период Палов

Пять его спутников, полагая, что Гаутама отказался от дальнейших поисков, покинули его. Поэтому он отправился странствовать дальше уже в одиночестве, пока не достиг рощи неподалёку от Гайи.
Здесь он принял рис, приготовленный в молоке, от деревенской женщины по имени Суджата Нанда, дочери пастуха, которая приняла его за духа дерева, такой у него был измождённый вид. После этого Сиддхартха сел под фикусовым деревом (лат. Ficus religiosa, один из видов баньяна), которое сейчас называют деревом Бодхи, и поклялся, что не встанет, пока не найдёт Истины.

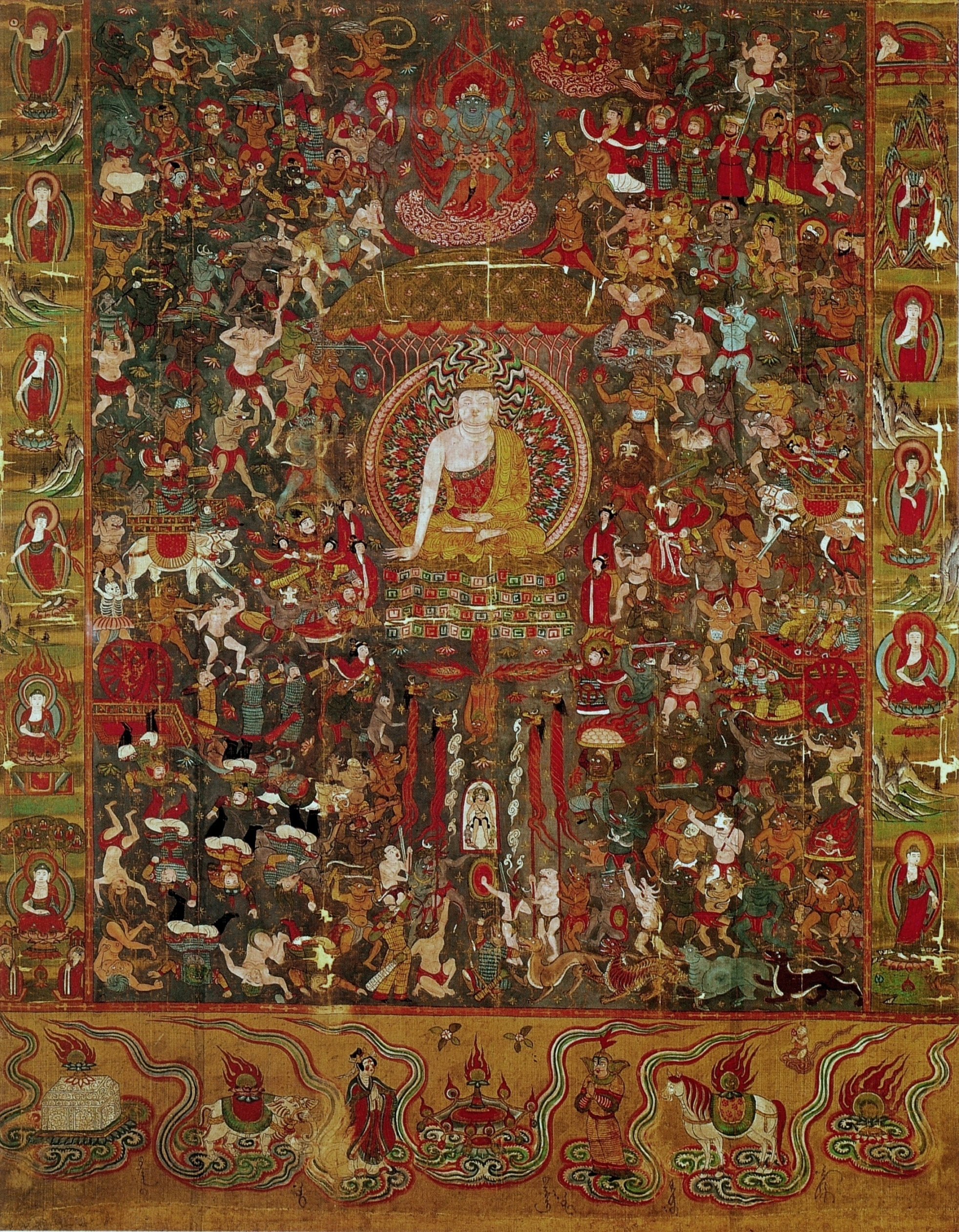
Мара испытывает Будду

Не желая выпускать Сиддхартху из-под своей власти, демон Мара попытался нарушить его сосредоточение, но Гаутама остался непоколебим — и Мара отступил.
После сорока девяти дней медитации в полнолуние весеннего месяца вайшакха, в ту же ночь, когда он был рождён, в возрасте 36 лет Гаутама достиг Пробуждения и полного представления о природе и причине человеческих страданий — невежестве — а также о шагах, которые необходимы для устранения этой причины. Данное знание потом получило название «Четырёх Благородных Истин», включающих Благородный Восьмеричный путь (санскр.: арьяштангамарга), а состояние Наивысшего Пробуждения, которое доступно для любого существа, названо бодхи (пробуждением) и имеет своим следствием ниббану (санскр. нирвану). Точнее говоря, нирвана — это один из аспектов пробуждения (важнейший его аспект). После этого Гаутаму стали называть «Буддой», или «Пробудившимся».
Будда несколько дней ещё пребывал в состоянии самадхи, решая, обучать ли Дхарме других людей. Он не был уверен, что люди, переполненные жадностью, ненавистью и обманом, смогут увидеть истинную Дхарму, идеи которой были очень глубоки, тонки и трудны для понимания. Однако высший дэв (дэвы в буддизме не очень отличаются от людей, имея, так же как и люди, свои сильные и слабые стороны, достоинства и пороки) Брахма Сахампати заступился за людей и попросил Будду принести Дхарму (Учение) миру, так как по крайней мере те, «у кого мало пыли в глазах», поймут его. В конце концов, со своим великим состраданием ко всем существам на земле, Будда согласился стать учителем.

### Формирование Сангхи
Первыми учениками Будды стали встреченные им двое торговцев — Тапусса и Бхаллика. Будда дал им пару волос со своей головы, которые, по преданию, хранятся в пагоде Шведагон (Бирма).
Затем Будда направился в Варанаси, намереваясь рассказать своим бывшим учителям, Каламе и Рамапутте, чего он достиг. Но боги поведали ему, что те уже умерли.
Тогда Будда отправился в Оленью Рощу (Сарнатх), где и прочёл свою первую проповедь «Первый поворот колеса Дхармы» своим прежним товарищам по аскезе. В проповеди он изложил Четыре Благородные Истины и Восьмеричный путь. Тем самым Будда привёл в действие Колесо Дхармы. Его первые слушатели стали первыми членами буддийской Сангхи, что завершило формирование Трёх драгоценностей (Будда, Дхарма и Сангха). Все пятеро вскоре стали архатами.
Позже к Сангхе примкнул Яса со своими 54 спутниками и три брата Кассапа (санскр.: Кашьяпа) с учениками (1000 человек), которые потом понесли Дхарму людям.

### Распространение учения
Оставшиеся 45 лет своей жизни Будда путешествовал по долине реки Ганг в центральной Индии в обществе своих учеников, преподавая своё учение самым разным людям, вне зависимости от их религиозно-философских воззрений и касты — от воинов до уборщиков, убийц (Ангулимала) и людоедов (яккха Алавака). При этом он совершил множество сверхъестественных деяний.
Сангха во главе с Буддой путешествовала ежегодно в течение восьми месяцев. В остальные четыре месяца сезона дождей (примерно: июль — август) было довольно тяжело ходить, поэтому монахи проводили их в каком-нибудь монастыре (вихаре), парке или лесу. Люди из близлежащих селений сами приходили к ним послушать наставления.
Царь Бимбисара, ставший сторонником буддизма после встречи с Буддой, подарил Сангхе монастырь неподалёку от своей столицы Раджагриха. А богатый купец Анатхапиндада подарил рощу близ города Шравасти.
Первая Вассана (сезон дождей, когда передвижение бхиккху (монахов) по стране было затруднено) была проведена в Варанаси, когда Сангха была впервые сформирована. После этого они отправились в Раджагаху (Раджагриху), столицу Магадхи, для того, чтобы почтить своим визитом царя Бимбисару, которого Будда обещал посетить после своего просветления. Именно во время этого визита произошло посвящение Сарипутты (Шарипутры) и Махамоггалланы (Махамаудгальяяны) — они должны были стать двумя важнейшими учениками Будды. Следующие три вассаны Будда провёл в монастыре Велувана в Бамбуковой Роще, в Раджагахе, столице Магадхи. Этот монастырь содержался на средства Бимбисары, хоть и был достаточно удалён от центра города.
Узнав о просветлении, Шуддходана направил царскую делегацию к Будде, чтобы он вернулся в Капилавасту. Всего к Будде было направлено девять делегаций, но все делегаты присоединились к Сангхе и стали архатами. Десятая делегация, во главе с Калудайи (Калодайином), другом детства Будды, была принята Буддой, и он согласился отправиться в Капилавасту. Так как для вассаны было ещё рано, Будда отправился в двухмесячное путешествие в Капилавасту пешком, проповедуя Дхарму на своём пути.
В пятой вассане Будда жил в Махавана вблизи Весали (Вайшали). Узнав о предстоящей смерти своего отца, Будда пошёл к Шуддходане и проповедовал ему Дхарму. Шуддходана стал архатом прямо перед своей смертью. После смерти отца его приёмная мать Маха Паджапати просила разрешения присоединиться к Сангхе, но Будда отказался и решил вернуться в Раджагаху. Маха Паджапати не приняла отказа и возглавила группу благородных женщин родов шакья и колия, которая последовала за Сангхой. В итоге Будда принял их в Сангху на том основании, что способность их к просветлению была наравне с мужчинами, но дал им дополнительные правила Винаи для соблюдения.
Будда также был объектом покушений оппозиционных религиозных групп, включая неоднократные покушения с целью убийства.

### Смерть / Махапаринирвана (Великий переход в абсолютный покой нирваны)

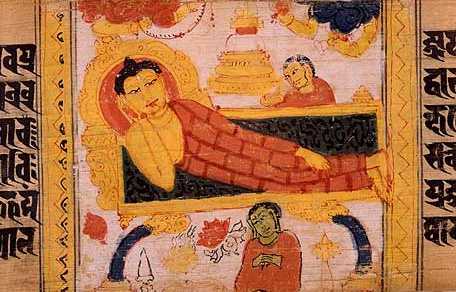
Вступление Будды в Паринирвану. Санскритский манускрипт. Наланда, Бихар, Индия. Период Палов

Согласно палийской Махапариниббана-сутте, в возрасте восьмидесяти лет Будда объявил, что скоро он достигнет Махапаринирваны, или абсолютного Покоя, который (ниббана, пали или нирвана, санскр.) является «необусловленным», «бессмертным», «умиротворенным», и находится вне постижения ума, который мыслит концепциями.
После этого Будда съел последнюю свою трапезу, которую он получил от кузнеца Кунда. Точный состав «последней еды» Будды неизвестен; традиция Тхеравады предполагает, что это была свинина, в то время как традиция Махаяны говорит, что это были трюфели или какие-то другие грибы.
Махаянская Вималакирти-сутра утверждает, что Будда не заболел и не постарел, он преднамеренно принял такое обличье, для того чтобы показать тем, кто родился в сансаре, ту боль, которую причиняют оскорбительные слова, поощряя тем самым их стремление к Нирване.
Согласно одной из легенд, перед смертью Будда спросил учеников, остались ли у них какие-то сомнения или вопросы. Вопросов не последовало. Затем он вступил в Махапаринирвану; его последние слова были:
«Все составные вещи недолговечны. Стремитесь к собственному высвобождению с особым усердием».
Будда Гаутама был кремирован в соответствии с обрядом для Вселенского властителя (чакравартина). Его останки (мощи) были разделены на восемь частей и лежат в основании специально воздвигнутых ступ. Некоторые из памятников, как считают, сохранились до нашего времени. К примеру Далада Малигава на Шри-Ланке — место, где хранится зуб Будды.
Кроме того, Будда дал наставление своим ученикам — следовать не за учителем, а следовать за учением, Дхармой. Однако во время Первого Буддийского Совета архат Махакассапа (санскр. — Махакашьяпа) был провозглашён главой Сангхи вместе с двумя главными учениками Будды — архатами Махамоггалланой (санскр. — Маудгальяяной) и Сарипуттой (санскр. — Шарипутрой), которые умерли незадолго до Будды.

### Жизнь Будды в традицииВаджраяны

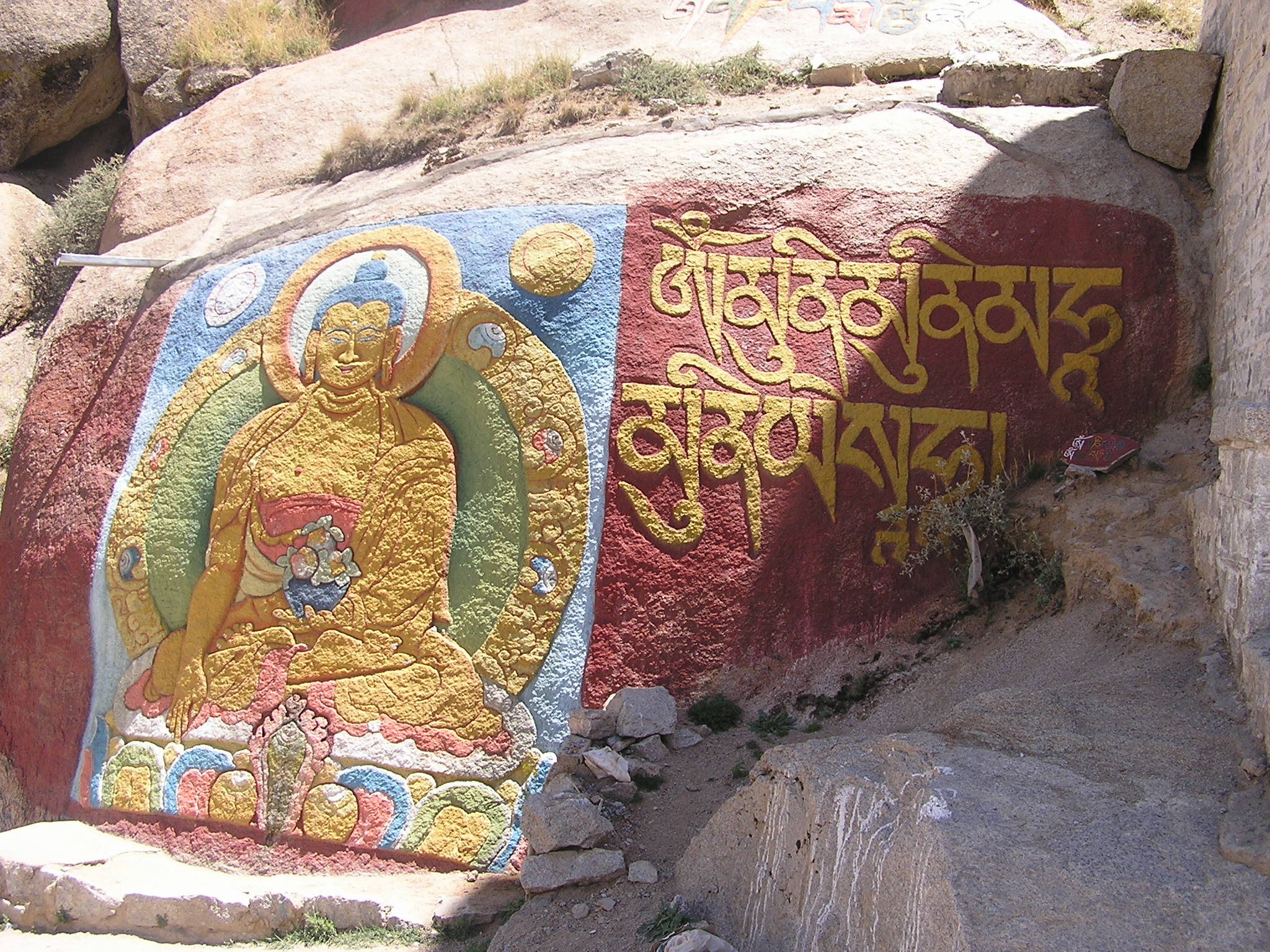
Петроглиф, изображающий Будду Шакьямуни вместе с его именной мантрой (монастырь Сэра, Тибет)

В Синей летописи сказано, что во время появления на земле Будды Кашьяпы, будущий Шакьямуни — Бодхисаттва «Благословенный» решил реализоваться. Он стал брахмачарином и переродился в Дэвалоке Тушита. Благословенный выждал время и сказал: «Я войду в чрево Махамайи в стране Джамбудвипа и достигну Нирваны. Те из вас, кто хочет достичь Нирваны, должны переродиться в той стране». Боги умоляли его остаться и говорили, что в той стране не нужно перерождаться, так как там много еретиков.
Но Благословенный вошёл в чрево Махамайи в 15-й день месяца уттра-пхалгуни (февраль-март). Он родился в роще Лумбини при восходе звезды Тишья. Это случилось в год Древа-тигра (1027 год до н. э.). Он стал Буддой в полнолуние месяца вайшакха года Огня-Свиньи (994 год до н. э.). Тогда случилось лунное затмение — Рахула проглотил Луну. Через 7 недель Брахма попросил Будду начать проповедь. Проповедь достигла отшельников: Каундинья, Ашваджит, Вашпа, Маханаман, Бхадрика. Они достигли архатства. 

В «Самскрита-самскрита-винишчая-нама» сказано:

«Наш Учитель Шакьямуни прожил 80 лет. 29 лет он провёл в своём дворце.
Шесть лет он подвизался аскетом. Достигнув Просветления, первое лето он провёл в месте поворота Колеса Закона (Дхармачакраправартан).
Второе лето он провёл в Велуване.
Четвёртое — также в Велуване.
Пятое — в Вайшали. Шестое — в Голе (то есть в Голангулапаривартане) в Чжугма Гьюрвэ, что возле Раджагрихи.
Седьмое — в Обители 33 богов, на площадке из камня Армониг.
Восьмое лето провёл в Шишумарагири.
Девятое — в Каушамби.
Десятое — в месте, называемом Капиджит (Тэутул) в лесу Парилейякавана.
Одиннадцатое — в Раджагрихе (Гьялпё-каб).
Двенадцатое — в селении Вераньджа.
Тринадцатое — в Чайтьягири (Чотэн-ри).
Четырнадцатое — в храме раджи Джетаваны.
Пятнадцатое — в Ньяг-родхараме в Капилавасту.
Шестнадцатое — в Атаваке.
Семнадцатое — в Раджагрихе.
Восемнадцатое — в пещере Джвалини (возле Гаи).
Девятнадцатое — в Джвалини (Барвэ-пуг).
Двадцатое — в Раджагрихе.
Четыре летних пребывания было в араме Мригаматри к востоку от Шравасти.
Затем двадцать первое летнее пребывание — в Шравасти. Будда ушёл в нирвану в роще Шала, в Кушинагаре, в стране Малла».

## Достоверность хронологических данных
Ранняя западная наука принимала биографию Будды, представленную в буддийских писаниях, в качестве реальной истории, однако в настоящее время «учёные неохотно соглашаются давать историческую оценку неподтверждённым сведениям об исторических фактах, связанных с жизнью Будды и его учением».
Ключевым ориентиром для датировки жизни Будды является начало царствования буддийского императора Ашоки. На основании эдиктов Ашоки и дат царствования эллинистических царей, к которым он направлял послов, учёные датируют начало правления Ашоки 268 г. до н. э. Палийские источники говорят, что Будда умер за 218 лет до этого события. Поскольку все источники согласны с тем, что Гаутаме было восемьдесят лет, когда он умер (например Dīgha Nikāya 2.100), то мы получаем такие даты: 566—486 до н. э. Это так называемая «длинная хронология». Альтернативная «короткая хронология» основана на санскритских источниках североиндийского буддизма, сохранившихся в Восточной Азии. В соответствии с этой версией Будда умер за 100 лет до инаугурации Ашоки, что даёт такие даты: 448—368 гг. до н. э. При этом в некоторых восточноазиатских традициях датой смерти Будды называется 949 или 878 г. до н. э., а в Тибете — 881 г. до н. э. В прошлом среди западных учёных общепринятыми датами были 486 или 483 г. до н. э., но сейчас считается, что основания для этого слишком ненадежные.

## Родственники Сиддхартхи Гаутамы
Отцом Сиддхартхи был Шуддходана (санскр.; пали — Суддходана). Согласно Махавасту, у него было три брата: Дхаутодана (санскр.; пали — Дхотодана), Шуклодана и Амритодана (санскр.; пали — Амитодана) — и сестра Амритика (санскр.; пали — Амита). Тхеравадинская традиция говорит о четырёх братьях с именами Дхотодана, Амитодана, Саккодана и Суклодана и добавляет кроме Амиты ещё одну сестру по имени Памита.
Матерью будущего Будды была Майя. В Махавасту называются имена её сестёр — Маха-Праджапати, Махамайя, Атимайя, Анантамайя, Чулия и Колисова. Родная мать Сиддхартхи умерла через семь дней после его рождения, и заботу о ребёнке взяла на себя её сестра Маха-Праджапати (санскр.; пали — Маха-Паджапати), которая также была замужем за Шуддходаной.
У Будды не было родных братьев или сестёр, но был единокровный брат Нанда, сын Маха-Праджапати и Шуддходаны. Тхеравадинская традиция говорит, что у Будды была также единокровная сестра Сундара-Нанда. Брат и сестра позже вошли в Сангху и достигли архатства.
Известны следующие двоюродные братья Будды: Ананда, которого в тхеравадинской традиции считали сыном Амитодана, а в Махавасту называют сыном Шуклодана и Мриги; Девадатта, сын дяди по материнской линии Суппабуддхи и тети по отцовской линии Амиты.
Личность жены Гаутамы остаётся неясной. В традиции Тхеравады мать Рахулы (см. ниже) именуется Бхаддакаччей, но Махавамса и комментарии к Ангуттара Никае называют её Бхаддакаччана и видят в ней двоюродную сестру Будды и сестру Девадатты. Махавасту (Mahāvastu 2.69), однако, называет жену Будды Яшодхара и подразумевает, что она не была сестрой Девадатты, так как Девадатта сватался к ней. Буддхавамса также использует это имя, но в палийском варианте — Ясодхара. Это же имя чаще всего встречается в североиндийских санскритских текстах (также в китайских и тибетских их переводах). Лалитавистара (Lalitavistara) говорит, что женой Будды была Гопа, мать дяди по матери Дандапани. Некоторые тексты[какие?] утверждают, что у Гаутамы было три жены: Яшодхара, Гопика и Мригая.
У Сиддхартхи был единственный сын — Рахула, который, повзрослев, вступил в Сангху. Со временем он стал архатом. Ему посвящена одна из сутт Сутта-нипаты, входящей в буддистский палийский канон: Сутта-нипата, 22:91.

## Праздники связанные с Буддой
День рождения Будды Шакьямуни традиционно празднуют (в большинстве школ буддизма) весной — 5 апреля является национальным праздником Республики Калмыкия России, 8 апреля (в ХХ—XXI веке, а ранее в восьмой день четвёртого месяца) в Японии, а в странах Тхеравады — Таиланде, Мьянме, на Шри-Ланке день рождения Будды празднуют в день одного из весенних полнолуний, чаще приходящегося на май.

## Комментарии
1. 1 2 3  Даты его жизни не поддаются точному определению, и различные историки датируют его жизнь по-разному:
  - 411–400: Dundas, 2002, p. 24: «...как сейчас почти повсеместно принято информированной индологической наукой, переосмысление раннего буддийского исторического материала, [...], требует пересчета даты смерти Будды на период между 411 и 400 гг. до н. э....»»
  - 405: Ричард Гомбрих[60][61][62]
  - Около 400 г.: см. консенсус в эссе ведущих ученых в Narain, 2003.
  - По словам палийского исследователя К. Р. Нормана, период жизни Будды приблизительно с 480 по 400 год до н.э. «лучше соответствует археологическим данным».[63] See also Notes on the Dates of the Buddha Íåkyamuni (недоступная ссылка). См. также специальный раздел в данной статье
2. ↑  Восточная часть Индо-Гангской равнины, расположенная на территории современного Непала и северной Индии
3. ↑  Окончательное распадение скандх, составляющих живое существо, завершение цикла перерождений, новое соединение этих скандх.Gethin, 1998, p. 76